# Phytocoris jucundus
Phytocoris jucundus är en insektsart som beskrevs av Van Duzee 1914. Phytocoris jucundus ingår i släktet Phytocoris och familjen ängsskinnbaggar. Inga underarter finns listade i Catalogue of Life.